# Наводнение в Западном Папуа
Наводнение в Западном Папуа началось 6 октября 2010 года в восточной индонезийской провинции Западное Папуа. Наводнения в населённом пункте Васиор в Западной Папуа произошли в результате проливных дождей. Реки вышли из берегов, произошли оползни.
По состоянию на 12 октября 2010 года в результате наводнения погибло не менее 145 человек.
Президент Индонезии Сусило Бамбанг Юдойоно посетил этот район 12 октября 2010 года. Многие выжившие были эвакуированы в город Маноквари. Большие суммы помощи были ошибочно отправлены в Васиор после наводнения, несмотря на массовое перемещение его жителей в Маноквари. Чиновники и неправительственные организации сказали, что ошибка вознила из-за недопонимания.
К 15 ноября 2010 года Индонезийский красный крест в Западном Папуа сообщил, что в результате внезапных наводнений погибли 173 человека, 41 человек получил серьёзные ранения, 3376 человек получили легкие ранения, 118 человек пропали без вести. Кроме того, число внутренне перемещенных лиц составляло 9011 человек.
По состоянию на декабрь 2010 года в рамках программы по переселению людей, пострадавших от наводнений, планировалось переместить 5100 домохозяйств (до 7900 человек) во временные поселения.
Правительство Индонезии обвиняло в сильных наводнениях проливные дожди, а не незаконные вырубки и обезлесение местными жителями.